# Calendário borana
O calendário Borana é um sistema de calendário que se acredita ter sido usado pelos Borana Oromos, povo que vivia no sul da Etiópia e no norte do Quênia. O calendário foi consuderado como sendo baseado em um  Cuxítico anterior, desenvolvido por volta de 300 a.C. encontrado em Namoratunga (Pilar Kalokol). No entanto, a reconsideração do sítio de Namoratunga levou o astrônomo e arqueólogo Clive Ruggles a concluir que não há relação. O calendário do povo Borana Oromoa consiste em 12 meses de de 27,5 dias com um total de 354 dias em um ano. O calendário não tem semanas, mas tem nome para cada dia do mês. É um sistema de calendário lunar-estelar Um calendário lunar-estelar, como o Calendário Borana baseia-se em observações astronômicas da lua em conjunto com sete estrelas ou constelações específicas. Os meses de Borana são Bittottessa (Triangulum), Camsa (Plêiades), Bufa (Aldebaran), Outubro (Bellatrix), Outubro (Bellatrix), Obora (Central Orion-Saiph), Obora Dikka (Sirius), Primavera (lua cheia), Cikawa (lua minguante), março (lua crescente), agosto (crescente grande), março (crescente médio) e novembro (crescente pequeno).).
Há 27 nomes de dias de um mês. Portanto, os primeiros dois ou três dias são usados duas vezes no começo e no fim de um mês.
| 1. Bita Kara | 10. Gidada      | 19. Adula Ballo      |
| 2. Bita Lama | 11. Walla       | 20. Maganatti Jarra  |
| 3. Gardaduma | 12. Ruda        | 21. Maganatti Britti |
| 4. Sonsa     | 13. Basa Dura   | 22. Garba Dura       |
| 5. Sorsa     | 14. Basa Ballo  | 23. Garba Balla      |
| 6. Rurruma   | 15. Areri Dura  | 24. Salban Dura      |
| 7. Algajima  | 16. Areri Ballo | 25. Salban Balla     |
| 8. Lumasa    | 17. Carra       | 26. Salban Dullacha  |
| 9. Arb       | 18. Adula Dura  | 27. Garda Dullacha   |

Os meses podem ser identificados pela fase da lua em relação a sete estrelas ou grupos de estrelas. Seus grupos de estrelas são Triângulo, Plêiades, Busan, Aldebaran, Bakkalcha e Bellatrix), Orion central (chamado Arb Gaddu por Borana), Saiph (chamado Estrelas de Borana) e sistemas estelares Sirius (chamado Basa de Borana).
| Nome do mês    | Grupo estelar       | Nome do grupo estelar Borama |
| -------------- | ------------------- | ---------------------------- |
| 1. Bittottessa | Triangulum          | Lami                         |
| 2. Camsa       | Pleiades            | Busan                        |
| 3. Bufa        | Aldebaran           | Bakkalcha                    |
| 4. Wacabajjii  | Belletrix           | Algajima                     |
| 5. Obora Gudda | Central Orion-Saiph | Arb Gaddu                    |
| 6. Obora Dikka | Sirius              | Basa                         |
| 7. Birra       | Lua Cheia           |                              |
| 8. Cikawa      | Lua quase cheia     |                              |
| 9. Sadasaa     | Um quarto de Lua    |                              |
| 10. Abrasa     | Crescente grande    |                              |
| 11. Ammaji     | Crescente médio     |                              |
| 12. Gurrandala | Crescente menor     |                              |

O primeiro dia do ano novo no calendário Borana Oromo começa no mês de "Bittootessa" e o nome do dia "Bitta Kara". É quando Triangulum está em conjunção com a lua nova. Depois disso, o calendário simplesmente conta os nomes dos dias ao longo do mês com base naquela primeira observação astronômica – conjunção da lua nova na posição beta Triangulum. O mês seguinte começa quando a lua nova está em conjunção com a próxima estrela no sistema estelar, neste caso, Plêiades (um aglomerado de estrelas azuis). Isso ocorre 29, 1/2 dias após o início do primeiro mês. No entanto, o calendário fica sem nomes de dias alguns dias antes. Isso é aceitável, pois os nomes dos dias que começaram o mês também são os nomes dos dias que terminam o mês. Isto é o mesmo para todos os meses, ajustado para as observações, é claro, permitindo uma variação de um dia ou dois aqui e ali com base na observação astronômica. O terceiro mês começa quando se avista a lua nova nascendo "em conjunção com" a estrela Aldebaran. Isto continua na lista de seis posições de estrelas Borana para os primeiros seis meses.